# 曾煥嘉
曾煥嘉，中華民國政治人物，中國國民黨籍，曾任板橋市第10屆代表會主席，現任新北市議員。其父親曾文振也曾擔任臺北縣議員。

## 選舉紀錄
| 年度 | 選舉屆數               | 選舉區           | 所屬政黨   | 得票數 | 得票率 | 當選標記 | 備註  |
| ---- | ---------------------- | ---------------- | ---------- | ------ | ------ | -------- | ----- |
| 2006 | 第十屆板橋市民代表選舉 | 板橋市第四選舉區 | 中國國民黨 | 5,117  | 14.10% |          | [ 3 ] |
| 2010 | 第一屆新北市議員選舉   | 新北市第四選舉區 | 中國國民黨 | 24,484 | 7.99%  |          |       |
| 2014 | 第二屆新北市議員選舉   | 新北市第四選舉區 | 中國國民黨 | 21,807 | 7.96%  |          |       |
| 2018 | 第三屆新北市議員選舉   | 新北市第四選舉區 | 中國國民黨 | 19,300 | 6.81%  |          |       |
| 2022 | 第四屆新北市議員選舉   | 新北市第五選舉區 | 中國國民黨 | 20,798 | 8.11%  |          |       |

## 爭議
曾煥嘉與父親曾文振，被控共謀隱瞞凶宅訊息，向淡水第一信用合作社林口分社詐貸1200萬元，一審新北地院依詐欺取財罪，判曾文振6月刑、曾煥嘉5個刑；二審高等法院考量2人坦承犯行，8日改判曾文振4月刑、得易科罰金12萬元；曾煥嘉3月刑，得易科罰金9萬元，緩刑2年，全案確定。

## 外部連結
- 用心傾聽煥然一新 （页面存档备份，存于）